# Stade d'Aguada
Le Stade d'Aguada (en espagnol : Estadio de Aguada, et en anglais : Aguada Stadium), est un stade omnisports portoricain, principalement utilisé pour le football et le baseball, situé dans la ville d'Aguada.
Le stade sert d'enceinte à domicile à l'équipe de football du Puerto Rico United, ainsi qu'à l'équipe de baseball des Explorers d'Aguada.

## Événements
- 17-18 juillet 2010 : Jeux d'Amérique centrale et des Caraïbes de 2010[2]